# Sebastián Shaw (baloncestista)
Sebastián Shaw (Montevideo, 1 de marzo de 1976) es un exjugador de baloncesto uruguayo. Hizo toda su carrera como profesional en Trouville, retirándose en 2006 luego de haber conquistado el título de la temporada 2005-06 de la LUB.

## Trayectoria
En su niñez, Shaw práctico baby fútbol en el club Maeso y minibasket en el club Trouville. Posteriormente eligió continuar en el fútbol, siendo reclutado por Nacional para jugar en sus divisiones inferiores. Sin embargo, tras tres años allí, abandonó ese deporte para retomar el baloncesto en Trouville.
El base fue parte del equipos juvenil que conquistó el Torneo Federal de Menores en 1992, teniendo como compañero, entre otros jugadores, a Sebastián Abreu.
Debutó como profesional en 1993, jugando un partido ante Hebraica y Macabi. Su relación con el club se extendió durante 13 años, aportándole goleo y pase a su equipo. Tras consagrarse campeón temporada 2005-06 de la LUB, decidió retirarse como jugador.
Al dejar el deporte, se dedicó a trabajar como contador público, habiéndose titulado en 2002 en la Universidad de la República.

## Selección nacional
Shaw representó a Uruguay a nivel juvenil, en campeonatos para las categorías Sub-20 y Sub-22.